# Cervillego de la Cruz
Cervillego de la Cruz è un comune spagnolo di 147 abitanti situato nella comunità autonoma di Castiglia e León.